# پلی فتال آمید

واحد تکراری پلی فتالامید

پلی فتالامید (معروف به PPA ،  پلی آمید با کارایی بالا ) زیرمجموعه‌ای از رزین‌های مصنوعی گرمانرم در خانواده پلی‌آمید ( نایلون ) است که زمانی تعریف می‌شود که 55 درصد یا بیشتر مولها از بخش کربوکسیلیک اسید واحد تکرار شونده در زنجیره پلیمری از ترکیبی از اسیدهای ترفتالیک (TPA) و ایزوفتالیک (IPA)تشکیل شده باشد.  جایگزینی دی اسیدهای آلیفاتیک با دی اسیدهای معطر در زنجیره پلیمری باعث افزایش نقطه ذوب، دمای انتقال شیشه ای، مقاومت شیمیایی و سفتی می شود. 
رزین‌های برپایه  PPA برای جایگزینی فلزات در کاربردهایی که به مقاومت در برابر دمای بالا مانند اجزای سیستم انتقال قدرت خودرو، محفظه اتصالات الکتریکی با دمای بالا و بسیاری موارد دیگر نیاز دارند، قالب‌گیری می‌شوند.

گرانول های PPA فرموله شده آماده برای قالب گیری

## ساختار
دی آمین های موجود در PPA آلیفاتیک هستند. هموپلیمر PA6T در 371درجه سانتی گراد ذوب می شود ،  که آن را غیرقابل استفاده می کند. برای ساختن پلیمرهای قابل استفاده، لازم است نقطه ذوب را پایین بیاوریم، که عملاً می توان با استفاده از یک دی آمین طولانی تر (با 9-12 اتم کربن) یا با کوپلیمر کردن 6I به دست آورد.
سه کوپلیمری که موفقیت تجاری پیدا کرده اندعبارت اند از : PA 6T/66، PA 6T/"DT" و PA6T/6I (با اسید ایزوفتالیک ).  
</img> واحد تکرار پلی فتالامید
TPA/هگزامتیلن دیامین (6T).
</img> واحد تکرار پلی فتالامید
TPA/متیل پنتاندیامین (DT).
اگر بیش از 55 درصد از قسمت اسیدی یک PPA از IPA ساخته شده باشد، آنگاه کوپلیمر آمورف است.  توده مولی برای PPA های ساخته شده با تکنیک های  متراکم سازی پلیمری مستقیم بین 12000 تا 16000 گرم در مول است.

## خواص
در مقایسه با پلی آمیدهای آلیفاتیک، PPA ها بهبود یافته اند    
- مقاومت شیمیایی
- استحکام و سفتی بالاتر در دماهای بالا
- مقاومت در برابر خزش و خستگی
- تاب
- ثبات ابعادی
- حساسیت به جذب رطوبت

دمای انتقال شیشه ای PPA با افزایش مقدار TPA افزایش می یابد.  اگر بیش از 55 درصد از قسمت اسیدی یک PPA از IPA ساخته شده باشد، آنگاه کوپلیمر آمورف است.  خواص پلیمرهای نیمه کریستالی در مقابل پلیمرهای آمورف در جای دیگری به تفصیل شرح داده شده است. به طور خلاصه، بلورینگی به مقاومت شیمیایی و خواص مکانیکی بالاتر از دمای انتقال شیشه ای (اما زیر نقطه ذوب) کمک می کند. پلیمرهای آمورف از نظر تاب خوردگی و شفافیت خوب هستند.
مانند نایلون های آلیفاتیک، PPA ها را می توان (در واقع تقریباً همیشه) با عوامل تقویت کننده مانند الیاف شیشه، سفت کننده ها و/یا تثبیت کننده ها اصلاح کرد.
فرمولاسیون هایی با خواص خاص ایجاد شده است. به عنوان مثال، رزین هایی با قابلیت اتصال مستقیم به الاستومرها برای ایجاد کامپوزیت های پلاستیکی-لاستیک، و دارای تاییدیه برای تماس مستقیم با آب آشامیدنی و غذا است. 

### مخلوط های پلی فتالامید
افزودن پلی آمیدهای آلیفاتیک به PPA ها (مخلوط PPA/PA) نقطه ذوب و دمای انتقال شیشه ای را کاهش می دهد، که به طور بالقوه پردازش این مخلوط های پلی فتالامید را در مقایسه با PPA های ذوب/نرم کننده بالاتر آسان می کند.
در حالی که تحقیقات زیادی در مورد مخلوط های PA / پلی الفین انجام شده است، اطلاعات کمی در مورد خواص مخلوط PPA / پلی الفین منتشر شده است. این ممکن است به دلیل دمای نسبتاً بالای پردازش مورد نیاز برای رزین های مبتنی بر PPA در مقایسه با پایداری دمایی پلی اولفین ها باشد. مخلوط‌های PPA/PA/پلی‌الفین تعادل خوبی از شکل‌پذیری، استحکام، سفتی، ضربه و عملکرد حرارتی نشان می‌دهند که نشان دهند این است که این نوع مواد باید کاربرد تجاری داشته باشند. 

## برنامه های کاربردی
رزین های  برپایه پلی فتالامید به صورت تزریقی در قطعاتی که در کاربردهای مختلف مورد استفاده قرار می گیرند، قالب گیری می شوند. کاربردهای خودرویی  شامل خطوط سوخت و خنک کننده، حلقه های سایش پمپ، قطعات بوبین موتور، اتصالات خط سوخت، ماژول های سوخت منیفولدهای آبگرمکن، دریچه های قطع سوخت، محفظه ترموستات، کولرهای هوا، پمپ های خنک کننده و چراغ های جلو LED می باشد. در الکترونیک، نقطه ذوب بالای PPA اجازه می دهد تا قطعات SMD قالب گیری شده از PPA با استفاده از فرآیند لحیم کاری بدون سرب مونتاژ شوند.  PPA ها همچنین برای اتصالات USB-C ،  پایه های LED و محافظ کابل/سیم استفاده می شوند.  سایر کاربردهای رزین های بر پایه PPA شامل لوله های گاز و خطوط تامین برای صنعت نفت (به دلیل توانایی آنها در تحمل فشارهای بالا)، کاربردهای پزشکی مانند لوله برای کاتترها ، در مراقبت های شخصی، برای موهای مسواک و همچنین برس مو می باشد. PPA ها همچنین در تجهیزات ورزشی، بدنه سوپاپ برای دوش، بوش ها و لنت های بلبرینگ در موتورهای هواپیما استفاده می شوند.

## تاثیر چرخه حیات
PPAها، مانند هر ترموپلاستیک، از نظر تئوری کاملاً با ذوب مجدد و به عنوان یک پلیمر متراکم با پلیمریزاسیون قابل بازیافت هستند. بازیافت تجاری مستلزم این است که هزینه لجستیک و تمیز کردن و پردازش کمتر از هزینه پلیمر بکر باشد که همیشه اینطور نیست. ضایعات PPA که انرژی تولید می کنند را می توان در کارخانه های تصفیه، بازیافت کرد. بهترین گزینه های بازیابی به شرایط بسیاری مانند قوانین محلی، طراحی قطعات پلاستیکی، دسترسی به امکانات مرتب سازی و هزینه های بازیافت بستگی دارد.

## تامین کنندگان تجاری
- Arkema با نام تجاری Rilsan HT پلیمرهای برپایه دکاندیامین، احتمالاً 10T/X. [۱۲]
- BASF با نام تجاری Ultramid Advanced N (PA9T)، Ultramid Advanced T1000 (PA6T/6I)، Ultramid Advanced T2000 (PA6T/66)، Ultramid T KR (PA6T/6). [۱۳]
- DuPont با نام تجاری Zytel HTN با 6T/66 و 6T/MPDMT. [۷] [۱۴]
- DSM با نام تجاری ForTii [۱۵] با کوپلیمرهای PA 4T.
- EMS با نام تجاری Grivory. نمرات GV بر اساس PA66/6I/6T است. گریدهای HT1 روی 6T/6I، گریدهای HT2 روی 6T/66 و HT3/HT3-CO روی کوپلیمرهای 10T [۴]
- Evonik با نام تجاری Vestamid HT 'plus' با پلیمرهای 6T/X و 10T/X. [۱۶]
- Kuraray با نام تجاری Genestar با کوپلیمر 9T (از دو ایزومر C9 دی آمین استفاده کرد). [۱۴]
- میتسویی با نام تجاری آرلن با 6T/66
- Solvay با نام تجاری Amodel. در ابتدا توسط Amoco تجاری شد، امروزه این برند متعلق به Solvay است. طبق گفته Nevicolor، تمام گریدهای فعلی آمدل بر اساس یک پلیمر منفرد، A1000 [۱۷] هستند، اما گریدهایی بر اساس کوپلیمر 66/6T [۱۸] و سایر گریدها بر اساس کوپلیمر 66/6T/6I وجود دارد. [۱۹]